# Мастерская Брусникина
«Мастерская Брусникина» (театр) — независимый театр, созданный на основе двух курсов Школы-студии МХАТ под руководством Дмитрия Брусникина, выпустившихся в 2015 и 2019 годах. Актерский коллектив представленный двумя поколениями учеников Дмитрия Брусникина.

## История
Дмитрий Брусникин набирал курсы в Школе-студии МХАТ в качестве руководителя вместе со своим однокурсником Романом Козаком в 1999, 2003 и 2007 годах. Но по факту выпуск курсы не образовывались в самостоятельные труппы.
«И из первого нашего с Романом Козаком курса спокойно можно было делать театр. И это был бы не последний театр в Москве. Но я чем-то другим занимался. У Козака был Театр Пушкина. А главное, я убежден, что театры не возникают по какому-то желанию. Они возникают, когда существует некая потребность.»
Актёрская труппа «Мастерская Брусникина» сформировалась из курса выпускников Школы-студии МХАТ 2015 года. Мастер курса Дмитрий Брусникин предложил после окончания Школы-студии не распускать курс по театрам, и остаться вместе в виде самостоятельной актёрский труппы. Еще на втором годе обучения курс «брусникинцев» стал известен в Москве благодаря спектаклю в жанре вербатим «Это тоже я» — этюды из интервью настоящих жителей города Москвы:
Когда мы подготовили экзамен первого курса — спектакль «Это тоже я», — к нам в Школу в какой-то момент стала ходить вся Москва. Туда было трудно попасть, мы стали играть его регулярно, в результате чего в какой-то момент Иван Вырыпаев предложил нам играть спектакль в театре «Практика». И наша ситуация от чисто ученической перешла в какую-то другую сторону. Получилось, что мы за год обучения смогли сделать продукт, который способен конкурировать с театрами. Мы не стремились к этому, мы не хотели никого удивить. Так получилось, время такое было.
Во время обучения в Школе-студии появились несколько известных спектаклей в различных жанрах, такие как «Второе видение» по картинам Н. Гончаровой и М. Ларионова, «Конармия» по произведению И. Бабеля и др. Для работы со студентами Брусникин приглашал разных режиссеров (Максим Диденко, Юрий Квятковский, Михаил Мокеев), драматургов (Михаил Дурненков, Андрей Стадников) и сценографов (Полина Бахтина, Галя Солодовникова), тем самым не ступая по пути классического театрального образования, а расширяя кругозор молодых артистов в разных направлениях и жанрах:
«Брусникин наблюдал, как его ученики — я, Алексей Розин — делали там что-то сами и это получалось. И когда мы стали мечтать о театре на основе нового курса, он понимал, что это не пустая мечта, а может быть основано на нашем опыте. Так начался процесс втягивания в Школу-студию немхатовских людей, к которому он оказался открыт. Моя задача была подобрать нужных персонажей. Стадников, Диденко, Солодовникова — все они пришли, калитка открылась и уже не закрывалась.» — Юрий Квятковский о создании Мастерской.
Кроме того, педагогами курса являлись старшие выпускники Дмитрия Брусникина и Романа Козака :
На курсе … кроме меня еще преподают мои ученики — Юра Квятковский, Леша Розин, Сергей Щедрин. Они заканчивали ту же Школу-студию МХАТ, только лет двенадцать назад. Это курс, где Даша Мороз и Саша Урсуляк еще учились. Короче, они сейчас все находятся в хорошем творческом возрасте. Они все это время были рядом, и не только на этот курс пришли работать, в жизни предыдущих курсов тоже принимали участие. Сейчас они выросли в самостоятельных творческих людей, которым можно доверять определенный объем работы. И, в общем, это люди моей идеологии, философии, взгляда на жизнь. Они близкие мне люди, не просто ученики. Таким образом, именно этой командой был набран курс. Вместе с ними отбором занималась моя жена (Марина Брусникина), потому что я в этот период находился на съемках и мог участвовать только дистанционно. А включился только на третьем туре. И в результате этой совместной работы появился такой курс.
Поэтому с ребятами работаю не только я или такие мои бывшие ученики, как Юра Квятковский. Например, уже несколько спектаклей мы сделали с Максимом Диденко. Территория, на которой работает Максим, мало кем осваивается. И потом — такое хорошее взаимопонимание с Галей Солодовниковой. Они нашли друг друга еще на нашей работе «Второе видение», которая до сих пор идет в «Боярских палатах». Юра Квятковский их соединил.
Основной площадкой для показа спектаклей является театр «Практика». Так же спектакли Мастерской идут на других площадках города: в Центре им. Вс.Мейерхольда, Боярских палатах СТД, Театральном центре на Страстном, во Дворце на Яузе, в библиотеке СТД, в Центре Вознесенского, на Винзаводе, в Музее Москвы.

## Состав театра
На данный момент в штат труппы входят ученики Дмитрия Брусникина разных лет: выпускники 2015 («старшие брусникинцы») и 2019 («младшие брусникинцы») годов. Выпускники Мастерской продолжают преемственность Дмитрия Брусникина и являются педагогами в школе-студии МХАТ на курсе набора 2019 г. (мастера курса: Марина Брусникина, Сергей Щедрин).
«Старшие брусникинцы» (2011—2015)
Денис Ясик, Илья Барабанов, Марина Васильева, Анастасия Великородная, Дарья Ворохобко, Даниил Газизуллин, Родион Долгирев, Яна Енжаева, Марина Калецкая, Сергей Карабань, Алиса Кретова, Алексей Любимов, Алексей Мартынов, Гладстон Махиб, Юрий Межевич, Василий Михайлов, Алина Насибуллина, Михаил Плутахин, Пётр Скворцов, Игорь Титов, 
«Младшие брусникинцы» (2015—2019)
Андрей Гордин, Юлия Джулай, Владимир Канухин, Анжелика Катышева, Богдан Кибалюк, Никита Ковтунов, Мария Лапшина, Федор Левин, Михаил Мещеряков, Эва Мильграм, Аскар Нигамедзянов, Кирилл Одоевский, Ясмина Омерович, Яна Палецкая, Тасо Плетнер, Полина Повтарь, Юлия Разумовская, Леонид Саморуков, Дмитрий Северин, Анастасия Чуйкова, Даниил Шперлинг, Кристина Якимушкина
Художественный совет: М. С. Брусникина, М. Д. Мокеев, Ю. Л. Квятковский, А. А. Розин, С. А. Щедрин, Е. Н. Троепольская

## Спектакли

### Студенческие работы
«Старшие брусникинцы» (2011—2015)
- 2012 — «Это тоже я. Вербатим». Режиссеры: Дмитрий Брусникин, Борис Дьяченко, Юрий Квятковский, Алексей Розин, Сергей Щедрин
- 2013 — «Бесы» по роману Фёдора Достоевского. Режиссеры: Михаил Мокеев, Михаил Рахлин
- 2013 — «Второе видение». Режиссеры: Максим Диденко, Юрий Квятковский
- 2014 — «Норманск» по мотивам повести братьев Стругацких «Гадкие лебеди». Режиссеры: Юрий Квятковский
- 2014 — «Выключатель» по пьесам Максима Курочкина. Педагоги: Максим Курочкин, Михаил Мокеев, Олег Тополянский, Дмитрий Брусникин
- 2014 — «Конармия» по роману Исаака Бабеля. Режиссер: Максим Диденко
- 2014 — «Наташина мечта» по пьесе Ярославы Пулинович. Режиссер-педагог: Марина Брусникина
- 2015 — «С.Л.О.Н». Режиссер: Андрей Стадников

«Младшие брусникинцы» (2015—2019)
- 2016 — «До и после». Режиссер: Дмитрий Брусникин
- 2018 — «#ЯнебоюсьCказать». Хореограф: Алла Сигалова
- 2018 — «Лес» по философскому труду Владимира Бибихина. Режиссер: Дмитрий Мелкин
- 2018 — «Наказание и преступление» по роману Фёдора Достоевского. Режиссер: Михаил Мокеев
- 2018 — «Не про это» по текстам Владимир Mаяковского. Режиссер: Дмитрий Мелкин
- 2018 — «П. и Н.» по роману Фёдора Достоевского. Режиссер: Алексей Розин
- 2018 — «Транссиб». Режиссеры-педагоги: Дмитрий Брусникин, Юрий Квятковский, Сергей Щедрин
- 2018 — «Чайка. Оратория» по пьесе Антона Чехова. Режиссер-педагог: Наталья Волошина
- 2018 — «Школа для дураков» по пьесе Саши Соколова. Педагог-режиссер: Мария Зайкова
- 2019 — «Пушечное мясо» по пьесе Павла Пряжко. Постановка: Филипп Григорьян
- 2019 — «Сон смешного человека». Режиссеры-педагоги: Сергей Щедрин, Анастасия Великородная
- 2019 — «Т-35» по пьесам Сэмюэля Беккета и Славомира Мрожека. Режиссер: Сергей Щедрин
- 2019 — «Кульминация» по пьесам конкурсов современной драматургии. Режиссер-педагог: Марина Брусникина, Сергей Щедрин, Сергей Карабань

### Репертуарные работы
Театр «Практика»
- 2016 — «Чапаев и Пустота» по роману Виктора Пелевина (реж. Максим Диденко)
- 2016 — «Другой» (реж. Александр Андрияшкин)
- 2016 — «Девушки в любви» по пьесе Ирины Васьковской (реж. Алиса Кретова)
- 2017 — «Шшшшшь» (реж. Анастасия Великородная)
- 2017 — «Бы» (автор и реж. Дмитрий Соколов)
- 2017 — «Преследователь» (реж. Алексей Золотовицкий)
- 2017 — «Бетховен» по пьесе Валерия Печейкина (реж. Хуго Эрикссен)
- 2017 — «Йелэна» по сказке Людмилы Петрушевской (реж. Фёдор Павлов-Андреевич)
- 2018 — «Война еще не началась» по пьесе Михаила Дурненкова. (реж. Семён Александровский)
- 2018 — «Смерть и чипсы» по рассказам Леонида Андреева (реж. Данил Чащин)
- 2018 — «Кульминация» по пьесам разных авторов (реж. Дмитрий Брусникин)
- 2018 — «Человек из Подольска. Серёжа очень тупой» по пьесам Дмитрия Данилова (реж. Марина Брусникина)
- 2019 — «Множественное время клиники» (реж. Андрей Буров)
- 2019 — «Пограничное состояние» (реж. Юрий Квятковский)
- 2019 — «Южный комфорт» (реж. Андрей Гончаров)
- 2019 — «Занос» по пьесе Владимира Сорокина (реж. Юрий Квятковский)
- 2019 — «Мороз, Красный нос» по стихотворению Николая Некрасова (реж. Марина Брусникина)
- 2020 — «Посадить дерево» по пьесе Алексея Житковского (реж. Марина Брусникина)
- 2020 — «Поле» по повести Чингиза Айтматова «Материнское поле» (реж. Марина Брусникина)
- 2020 — «Lorem Ipsum» по пьесе Екатерины Августеняк (реж. Андрей Гордин, Яна Гладких, Нина Гусева, Сергей Карабань, Эмилия Кивелевич, Алиса Кретова, Алексей Мартынов, Алина Насибуллина, Игорь Титов)
- 2021 — «В кольцах» («Несчастливая Москва») по повести Евгении Некрасовой (реж. Марина Брусникина)
- 2022 — «Когти в печень (никто не вечен)» по пьесе Юрия Клавдиева (реж. Сергей Карабань)

Другие площадки
- 2015 — «Сван». Центр им. Вс.Мейерхольда. Реж. Юрий Квятковский
- 2016 — «Волоколамское шоссе» по пьесе Хайнера Мюллера. ГМИИ им. А.С. Пушкина. Режиссер. Марина Брусникина
- 2016 — «Дон Кихот. Послевкусие». Боярские палаты СТД. Реж. Евгений Ибрагимов
- 2016 — «Кандид». Театральный центр «На Страстном». Реж. Елизавета Бондарь
- 2016 — «Нация». ГМИИ им. А.С. Пушкина, Музей Москвы. Реж. Дмитрий Брусникин, Юрий Квятковский, Андрей Стадников, Ольга Привольнова
- 2016 — «Переворот» по текстам Дмитрия Пригова. Театр «Человек». Реж. Юрий Муравицкий
- 2017 — «Сонм». ArtPlay. Реж. Семен Ступин
- 2017 — «10 дней, которые потрясли мир». Музей Москвы. Реж. Максим Диденко
- 2018 — «Сообщество». Еврейский музей и центр толерантности. Реж. Алиса Кретова
- 2018 — «Ай Фак. Трагедия». Москва-Сити. Реж. Константин Богомолов
- 2019 — «Норма». Дворец на Яузе. Реж. Максим Диденко
- 2019 — «Право на отдых». Библиотека СТД. Реж. Сергей Карабань, Игорь Титов
- 2019 — «В.Е.Р.А.». Центр Вознесенского. Реж. Сергей Карабань
- 2019 — «Зарница». Центр имени Вс.Мейерхольда. Реж. Юрий Квятковский
- 2019 — «Shoot / Get treasure / Repeat» по пьесе Марка Равенхилла. Винзавод / Музей Москвы. Реж. Алексей Мартынов
- 2020 — «ЧПР». Музей Москвы. Реж. Юрий Квятковский, Анастасия Великородная
- 2020 — «Чёрная книга Эстер». Боярские палаты СТД. Реж. Женя Беркович
- 2020 — «Пригов. Азбуки». Парк Зарядье. Реж. Александр Вартанов
- 2021 — «Тени великих смущают меня» по Нобелевской речи Иосифа Бродского. Еврейский музей и центр толерантности / Музей Москвы. Реж. Гладстон Махиб
- 2021 — «Жизнь Василия Фивейского» по повести Леонида Андреева. Боярские палаты СТД. Реж. Ира Га
- 2021 — «Бесы. Ночь» по роману Фёдора Достоевского. Боярские палаты СТД. Реж. Михаил Мокеев
- 2021 — «Я странная, я новая» по пьесе Ольги Казаковой «Фо хер». Музей Москвы. Реж. Дмитрий Мелкин
- 2022 — «Наше всё…» Ваш А. Солженицын» по личным письмам, фрагментам прозы и нобелевской речи Александра Солженицына. Театр наций. Реж. Марина Брусникина
- 2022 — «Гудящий/Бункер» по пьесе Серафимы Орловой. Пространство «Внутри». Реж. Екатерина Августеняк
- 2022 — «Дыры» по пьесе Лидии Головановой. Центр им. Вс.Мейерхольда. Реж. Алексей Мартынов
- 2022 — «Кандид, или оптимизм. Перезагрузка» по мотивам романа Вольтера. Пространстве «Поле». Реж. Игорь Титов
- 2022 — «Хорошо, что я такой». Музей Москвы. Реж. Андрей Гордин
- 2022 — «Круги / Фантазии» по пьесе Жоэля Помра. Музей Москвы. Реж. Никита Кобелев
- 2023 — «Ну здравствуй, Лена!» по пьесе Марии Малухиной. Пространстве «Поле». Реж. Михаил Мещеряков
- 2023 — «Калки». Боярские палаты СТД. Реж. Алёна Лазько